# Lenguas protopónticas
Las lenguas pónticas o protopónticas es una hipotética protolengua, de la que se derivan dos ramas de la macrofamilia póntica: el protoindoeuropeo y el protocaucásico occidental, que son las protolenguas de las lenguas indoeuropeas (IE) y las Lenguas caucásicas noroccidentales (NWC), respectivamente. 

## Historia
La propuesta de relación entre las lenguas caucásicas noroccidentales y las lenguas indoeuropeas se debe a Colarusso (1997), quien planteó la hipótesis de esta macrofamilia basándose en la observación de similitudes (que se juzgaron superficiales) entre estas dos familias bien establecidas. Los elementos comunes se encontraron tanto en fonología como en morfología .
Ejemplos de estas similitudes son:
- Partículas nasales de negación en ambas familias: PIE *n- (germánico un- (IE), romance in- (IE), ruso ne- (IE)) comparar con Ubijé m- (NWC), con abjasio m- (NWC) .
- Un caso llamado de diversas formas "acusativo", "oblicuo" u "objetivo", marcado por sufijos nasales: PIE acusativo *-m (por ejemplo, en latín luna (nom.) y lunam (acus.)); compárese con el ubikh kw æy 'bien' (abs.) y kw æyn (obl.).